# 哈莫尼 (阿肯色州)
哈莫尼（英語：Harmony）是位於美國阿肯色州約翰遜縣的一個非建制地區。該地的面積和人口皆未知。

## 地理
哈莫尼的座標為35°32′53″N 93°33′21″W / 35.54806°N 93.55583°W，而該地的平均海拔高度為191米（即627英尺）。